# 大石田謙治
大石田 謙治（おおいしだ けんじ、1961年10月2日 - ）は、神奈川県相模原市出身で大鵬部屋に所属した元大相撲力士。本名は石田 謙治（いしだ けんじ）、182cm、141kg。最高位は西十両13枚目。得意技は突き、押し、左四つ、寄り、血液型はO型。

## 来歴
1977年3月場所初土俵、入門14年目の1990年9月場所に所要81場所で念願の新十両昇進を果たす。ただ初日は勝利したものの翌日から13連敗、千秋楽は勝利したが2勝13敗の成績で1場所で幕下に陥落。十両在位は結局この1場所で、最後は三段目まで陥落し1993年9月場所限りで現役を引退（廃業）した。現役晩年には短期間で体重が20㎏以上減り、当時幕内で活躍していた智ノ花の豪快な「いぞり」と関連し「どうした、げっそり元十両・大石田」とやくみつるの漫画でネタにされてしまった。

## 主な戦績
- 通算成績：351勝342敗7休 勝率.506
- 十両成績：2勝13敗 勝率.133
- 現役在位：100場所
- 十両在位：1場所
- 各段優勝
  - 三段目優勝：1回（1990年1月場所）

## 場所別成績
| | 一月場所 初場所（東京） | 三月場所 春場所（大阪） | 五月場所 夏場所（東京） | 七月場所 名古屋場所（愛知） | 九月場所 秋場所（東京）   | 十一月場所 九州場所（福岡） |
| --- | ----------------------- | ----------------------- | ----------------------- | --------------------------- | ------------------------- | --------------------------- |
| 1977年 （昭和52年） | x                       | （前相撲）              | 西序ノ口10枚目 3–4      | 西序二段114枚目 4–3         | 東序二段87枚目 4–3        | 西序二段61枚目 4–3          |
| 1978年 （昭和53年） | 東序二段43枚目 3–4      | 東序二段54枚目 4–3      | 西序二段20枚目 3–4      | 東序二段33枚目 3–4          | 東序二段49枚目 5–2        | 西序二段8枚目 5–2           |
| 1979年 （昭和54年） | 西三段目74枚目 4–3      | 東三段目59枚目 3–4      | 西三段目74枚目 4–3      | 東三段目56枚目 4–3          | 西三段目40枚目 3–4        | 西三段目54枚目 3–4          |
| 1980年 （昭和55年） | 東三段目74枚目 4–3      | 西三段目60枚目 5–2      | 西三段目30枚目 2–5      | 西三段目55枚目 2–5          | 東三段目81枚目 6–1        | 西三段目28枚目 2–5          |
| 1981年 （昭和56年） | 東三段目49枚目 6–1      | 西三段目4枚目 2–5       | 東三段目26枚目 4–3      | 東三段目11枚目 1–6          | 西三段目43枚目 4–3        | 東三段目29枚目 4–3          |
| 1982年 （昭和57年） | 西三段目13枚目 3–4      | 東三段目28枚目 5–2      | 西三段目3枚目 4–3       | 東幕下51枚目 4–3            | 東幕下39枚目 2–5          | 東三段目筆頭 4–3            |
| 1983年 （昭和58年） | 西幕下51枚目 5–2        | 西幕下34枚目 2–5        | 東幕下59枚目 5–2        | 西幕下37枚目 4–3            | 東幕下32枚目 2–5          | 西幕下53枚目 4–3            |
| 1984年 （昭和59年） | 東幕下41枚目 5–2        | 西幕下24枚目 4–3        | 西幕下16枚目 3–4        | 東幕下24枚目 5–2            | 東幕下14枚目 2–5          | 東幕下36枚目 3–4            |
| 1985年 （昭和60年） | 東幕下48枚目 6–1        | 東幕下23枚目 3–4        | 東幕下35枚目 4–3        | 西幕下25枚目 4–3            | 西幕下19枚目 4–3          | 東幕下14枚目 1–6            |
| 1986年 （昭和61年） | 東幕下41枚目 4–3        | 東幕下29枚目 2–5        | 東幕下51枚目 5–2        | 西幕下31枚目 6–1            | 東幕下13枚目 4–3          | 西幕下8枚目 5–2             |
| 1987年 （昭和62年） | 東幕下3枚目 3–4         | 西幕下8枚目 5–2         | 西幕下3枚目 3–3–1       | 西幕下7枚目 休場 0–0–7      | 西幕下7枚目 2–5           | 東幕下23枚目 5–2            |
| 1988年 （昭和63年） | 東幕下12枚目 3–4        | 東幕下19枚目 6–1        | 東幕下6枚目 3–4         | 東幕下15枚目 3–4            | 東幕下25枚目 6–1          | 東幕下10枚目 4–3            |
| 1989年 （平成元年） | 西幕下7枚目 3–4         | 東幕下12枚目 3–4        | 東幕下18枚目 1–6        | 東幕下45枚目 5–2            | 東幕下26枚目 1–6          | 東幕下55枚目 2–5            |
| 1990年 （平成2年） | 西三段目16枚目 優勝 7–0 | 東幕下13枚目 4–3        | 西幕下7枚目 5–2         | 東幕下筆頭 4–3              | 西十両13枚目 2–13         | 西幕下13枚目 3–4            |
| 1991年 （平成3年） | 西幕下21枚目 4–3        | 西幕下13枚目 3–4        | 西幕下18枚目 3–4        | 西幕下25枚目 4–3            | 東幕下17枚目 1–6          | 西幕下39枚目 4–3            |
| 1992年 （平成4年） | 東幕下32枚目 3–4        | 西幕下39枚目 4–3        | 西幕下29枚目 3–4        | 西幕下37枚目 3–4            | 東幕下48枚目 3–4          | 東三段目2枚目 2–5           |
| 1993年 （平成5年） | 西三段目29枚目 1–6      | 東三段目63枚目 3–4      | 東三段目80枚目 3–4      | 西三段目94枚目 5–2          | 西三段目57枚目 引退 4–3–0 | x                           |
| 各欄の数字は、「勝ち-負け-休場」を示す。 優勝 引退 休場 十両 幕下 三賞：敢=敢闘賞、殊=殊勲賞、技=技能賞 その他：★=金星 番付階級：幕内 - 十両 - 幕下 - 三段目 - 序二段 - 序ノ口 幕内序列：横綱 - 大関 - 関脇 - 小結 - 前頭（「#数字」は各位内の序列） |                         |                         |                         |                             |                           |                             |

## 改名歴
- 大石田 謙治(おおいしだ けんじ) 1977年3月場所-1985年11月場所
- 大美鶴 謙治（おおみづる -) 1986年1月場所-1986年5月場所
- 大石田 謙治(おおいしだ -) 1986年7月場所-1989年3月場所
- 太遊 謙治（だいゆう -) 1989年5月場所-1989年11月場所)
- 大石田 謙治(おおいしだ -) 1990年1月場所-1993年9月場所